# Ghiacciaio Wright inferiore
Il ghiacciaio Wright inferiore è un ghiacciaio lungo circa 12 km situato nella regione centro-occidentale della Dipendenza di Ross, in Antartide. Il ghiacciaio, il cui punto più alto si trova a circa 600 m s.l.m., si trova in particolare all'estremità orientale della valle di Wright, tra le estremità orientali della dorsale Olympus, a nord, e della dorsale Asgard, a sud, dove fluisce verso est, fino a unire il proprio flusso, a cui nel frattempo si è unito quello di diversi ghiacciai, a quello del ghiacciaio pedemontano Wilson.

## Storia
Il ghiacciaio era stato inizialmente battezzato "ghiacciaio Wright" dai membri della spedizione Discovery, condotta dal 1904 al 1907 e comandata dal capitano Robert Falcon Scott, in onore di C. S. Wright, un fisico facente parte della spedizione, ma in seguito è stato battezzato con il suo attuale nome dai membri della spedizione di ricerca antartica svolta dalla Università Victoria di Wellington nel 1958-59 per distinguerlo dal ghiacciaio Wright superiore, anch'esso da loro così battezzato.